# ここにタイトルを入力
『ここにタイトルを入力』（ここにタイトルをにゅうりょく）は、フジテレビ系列で2021年から放送されているバラエティ番組である。

## 概要
入社2年目（2021年11月当時）の原田和実が企画・演出を担当している。「ここにタイトルを入力」というタイトルは、回によって異なる企画を放送することと、ラ・テ欄にあったら面白いだろうという思惑で付けられている。
本番組においてはクイズ番組、旅番組など毎回異なる王道のバラエティ番組をなぞった企画を放送している。しかし、企画においては何かしらのトラブル、コンプライアンスや暗黙の了解への過剰反応が発生しているにもかかわらず「編集でなんとかする」などと発し、そのまま放送することとなっており、異常な光景が描かれる。企画の前後には、その事象について司会者やプロデューサーに原田が事情を説明するパートが挿入されている。
原田は「567↑8〜読み方決めるのって古くない?〜」の企画コンペに新卒1年目ながら応募し、片岡飛鳥によって企画を採用されたことから編成部より「若手枠で原田の企画をやろう」という話になり、その第1弾として開始された。その後は次回作として『あえいうえおあお』『デタラメ賛』といった原田が企画・演出する単発番組が多数制作された。第1弾はチャレンジ枠「水曜NEXT!」にて全2週にわたり放送。第2弾は2022年4月改編により開設された「月曜PLUS!」にて全6回の期間限定レギュラー放送を実施。第3弾は2023年の新春特番として全国放送を実施。

## 放送リスト
| 放送回数 | 放送日時                    | タイトル                             | 出演者 | 企画概要 | 備考   |
| -------- | --------------------------- | ------------------------------------ | --- | --- | ------ |
| 第1弾    | 2021年 11月25日 0:25 - 0:55 | バイきんぐ小峠の今夜もグダグダ気分   | 小峠英二（バイきんぐ） 三四郎 長谷川忍（シソンヌ） 福田麻貴（3時のヒロイン） ゆりやんレトリィバァ                            | トーク番組。司会者（小峠）とひな壇に座るパネラーのスケジュールが合わなかったという事情に対し、ひな壇でのトークを先撮りして対応。 FNS歌謡祭で使用されている巨大モニターに事前収録したひな壇パートを投影し、それに合わせて小峠が司会を行う。                                 | [ 6 ]  |
| 第1弾    | 12月2日 0:35 - 1:05         | バカリズムの恋のお悩み解決TV         | バカリズム 小峠英二（バイきんぐ） 福田麻貴（3時のヒロイン） 長谷川忍（シソンヌ） 都築拓紀（四千頭身） 酒井貴士（ザ・マミィ） | 恋愛バラエティ番組。視聴率獲得を狙い、老若男女のモニターに収録現場を見学させ、モニターの意見をリアルタイムで収録に反映させるという手法を採用。 | [ 7 ]  |
| 第2弾    | 2022年 4月12日 0:55 - 1:25  | クイズ・ファイブセンス               | 村上（マヂカルラブリー） 小峠英二（バイきんぐ） 武井壮 みちょぱ                                                              | 小峠のスケジュールをダブルブッキングさせてしまったため、小峠の身体の左半分をクイズ番組「クイズ・ファイブセンス」に、右半分をトーク番組「Rest Garden」に参加させ、2番組を同時に収録する。小峠の身体の中央を鏡で挟むことで外見が左右対称となり違和感のない収録を実現させる。 | [ 8 ]  |
| 第2弾    | 2022年 4月12日 0:55 - 1:25  | Rest Garden                          | 小峠英二（バイきんぐ） 中村俊介 遊井亮子                                                                                     | 小峠のスケジュールをダブルブッキングさせてしまったため、小峠の身体の左半分をクイズ番組「クイズ・ファイブセンス」に、右半分をトーク番組「Rest Garden」に参加させ、2番組を同時に収録する。小峠の身体の中央を鏡で挟むことで外見が左右対称となり違和感のない収録を実現させる。 | [ 8 ]  |
| 第2弾    | 4月19日 0:40 - 1:10         | フワちゃんの浅草のんびりツアー       | フワちゃん 美川憲一 ナイツ                                                                                                   | 旅番組。撮影したデータを全て消失してしまったため、浅草のライブカメラ、モノマネ芸人による再現、Google検索のスクリーンショット、近隣で撮影していたアダルトビデオやYouTubeの映像を繋ぎ合わせて番組として成立させる。                                                          | [ 9 ]  |
| 第2弾    | 4月26日 0:45 - 1:15         | バカリズムのキングオブイリュージョン | バカリズム HARA 長谷川忍（シソンヌ） 朝日奈央 鈴木福                                                                         | マジック番組。予定していたパフォーマンスがコンプライアンスに抵触したため、トランプのシャッフルを繰り返すなどの時間稼ぎで30分間をつなぐ。 | [ 10 ] |
| 第2弾    | 5月3日 0:45 - 1:15          | 足りない世界で愛を描く。             | 水谷果穂 稲葉友 工藤美桜 中島百依子（ダウ90000） 新納多朗 ぽんず 新関健悟 須賀貴匡 田中要次                                  | ドラマ番組。画面左上にゲージを表示。そのゲージが減るごとにドラマの演出や衣装・小道具がチープになっていく。 | [ 11 ] |
| 第2弾    | 5月10日 0:25 - 0:55         | その恋、買い取ってもいいですか?      | 山里亮太（南海キャンディーズ） ホラン千秋 加納（Aマッソ） 岡部大（ハナコ） 伊集院光 野々村友紀子 せいや（霜降り明星）        | 恋愛バラエティ番組。打ち合わせ時、スタッフがせいやに対する概要の説明が抽象的でせいやが企画を理解できなかったため、番組の「お約束」や企画のルールに適応できず混乱する。 | [ 12 ] |
| 第2弾    | 5月17日 0:25 - 0:55         | 真夜中のおしゃべり倶楽部             | 後藤輝基（フットボールアワー） 十文字幻斎                                                                                    | トークバラエティ番組。「裏被り」が怖いという理由で、十文字以外の出演者の出演シーン・音声を全て差し替え、スタジオの壁面と発言テロップのみを画面に写し番組を進行させる。 | [ 13 ] |
| 第3弾    | 2023年 1月3日 23:40 - 00:30 | すっぴん女の赤裸々ナイト             | 井上裕介（NON STYLE) 山田裕貴 アンミカ                                                                                       | トークバラエティ番組。年末年始で出演者の集まりが悪いため、ひな壇の女性ゲストが5人全員アンミカでトークを展開する。 | [ 14 ] |
| 第3弾    | 2023年 1月3日 23:40 - 00:30 | run away大逃亡                       | 野田クリスタル（マヂカルラブリー） 水谷隼 平子祐希（アルコ&ピース） 後藤拓実（四千頭身） 井上咲楽                            | エリア内に放たれた「ポリス」から30分間逃げ回るゲーム番組。舞台となるさがみ湖リゾート プレジャーフォレスト内で他局のゲーム番組が同時に収録されているため、それぞれの出演者やミッションが複雑に絡み合い混乱を招く。                                                          | [ 14 ] |

## ネット局

### 第2弾
| 放送対象地域 | 放送局           | 系列           | 放送日時         | 放送期間              | ネット状況 |
| ------------ | ---------------- | -------------- | ---------------- | --------------------- | ---------- |
| 関東広域圏   | フジテレビ（CX） | フジテレビ系列 | 火曜 0:25 - 0:55 | 2022年4月12日-5月17日 | 制作局     |
| 宮城県       | 仙台放送（OX）   | フジテレビ系列 | 火曜 0:25 - 0:55 | 2022年4月12日-5月17日 | 同時ネット |

### 第3弾
| 放送対象地域 | 放送局           | 系列           | 放送日時           | 放送期間     |
| ------------ | ---------------- | -------------- | ------------------ | ------------ |
| 日本全国     | フジテレビ系列局 | フジテレビ系列 | 火曜 23:40 -翌0:30 | 2023年1月3日 |

## スタッフ
- 構成：竹村武司、さかもと良助
- ディレクター：松本健人、鶴田哲朗（オラフズ）、小倉徹也（charlie's ZORO）、吉原崇弥
- 企画・演出：原田和実（フジテレビ）
- プロデューサー：石川敬大
- チーフプロデューサー：北口富紀子（フジテレビ）
- 制作著作：フジテレビ